# باتريس غاراندي
باتريس غاراندي (بالفرنسية: Patrice Garande)‏ (27 نوفمبر 1960 أولينز فرنسا - ) هو لاعب كرة قدم فرنسي.

## وصلات خارجية
باتريس غاراندي على موقع الاتحاد الدولي (مؤرشف)  (الإنجليزية)
- باتريس غاراندي على موقع قاعدة بيانات كرة القدم.إي يو (الإنجليزية)
- باتريس غاراندي على موقع ليكيب (الفرنسية)
- باتريس غاراندي على موقع ناشيونال فوتبول تيمز (الإنجليزية)
- باتريس غاراندي على موقع عالم كرة القدم.نت (الإنجليزية)
- باتريس غاراندي على موقع أوليمبيديا (الإنجليزية)